# Erich Rappold
Erich Rappold (* 13. April 1960 in Tarrenz) ist ein österreichischer Politiker und Finanzbeamter. Rappold gehörte bis 2004 der FPÖ an und war danach bis 2008 Abgeordneter zum Tiroler Landtag der Freien Partei Tirol.
Erich Rappold besuchte nach der Volks- und Hauptschule die dreijährige Handelsschule. Er ist seit 1979 Finanzbeamter und absolvierte zwischen 2005 und 2007 den Universitätslehrgang „Akademischer Verwaltungsmanager“ am Hans-Sachs-Institut Wels. 2007 schloss er das 2005 begonnene Studium „Public Management“ am Hans-Sachs-Institut ab. 
Politisch engagierte sich Rappold zunächst in der Gemeinde Nassereith, wo er zwischen 1992 und 2004 Mitglied des Gemeinderats war. Von 1992 bis 1998 war er dort auch Vizebürgermeister, danach bis 2004 im Gemeindevorstand. Am 5. April 1994 wurde Rappold als Abgeordneter zum Tiroler Landtag angelobt. Er war bis zum 30. März 1999 Mitglied des Finanzkontrollausschusses, Mitglied des Ausschusses für Land- und Forstwirtschaft, Mitglied im Finanzausschuss und im Umweltausschuss. Am 21. Oktober 2003 wurde Rappold erneut in den Tiroler Landtag gewählt, noch im selben Monat wurde er Obmann des Finanzkontrollausschusses.
Rappold gehörte bis April 2004 der FPÖ an. Im Zuge der Parteispaltung 2005 ist Rappold aus der FPÖ ausgetreten und gründete mit Wilfried Tilg den Landtagsklub der Freien Abgeordneten in Tirol. Bei der Landtagswahl in Tirol 2008 trat die Freie Partei Tirol nicht mehr an und Rappold schied aus dem Landtag.